# تاكوبوكو إيشيكاوا
تاكوبوكو إيشيكاوا (20 فبراير 1886 - 13 أبريل 1912)، هو شاعر وروائي وصحفي ياباني.

## حياته
عاش اغلب حياته في فقر مدقع وغربة لم يستطع انكارها. فنرى في اغلب قصائده التانكا هنا شعوره الجارف بالحنين الى قريته والمرارة التي لاحقته جراء شعوره انه نفي منها.
لم يستمر في وظيفة لفترة طويلة, كان وحيدا يحب السفر, سكيرا حزينا, يحاول أن يجد لقمة عيشه.
عاش الشاعر فترات عصيبة من الفقر والمرض، وكان يقضى معظم وقته في القراءة والكتابة والتأمل وحيداً. عمل في التدريس والصحافة إلى أن خطفه المرض قبل أن يكمل عقده الثالث، تاركاً خلفه إنتاجاً غزيراً في المقالة والرواية والشعر واليوميات والنقد.
استخدم الكاتب أسلوب (التانكا) وهو الشعر الياباني على طريقة وضع خمسة جمل عامودياً يتم بها وصف مشاعر الشاعر والطبيعة على هيئة كلمات (نجدها نحن بسيطة) ولكن تمتلك عمقاً وصوتاً شاعرياً في اجوفتها.

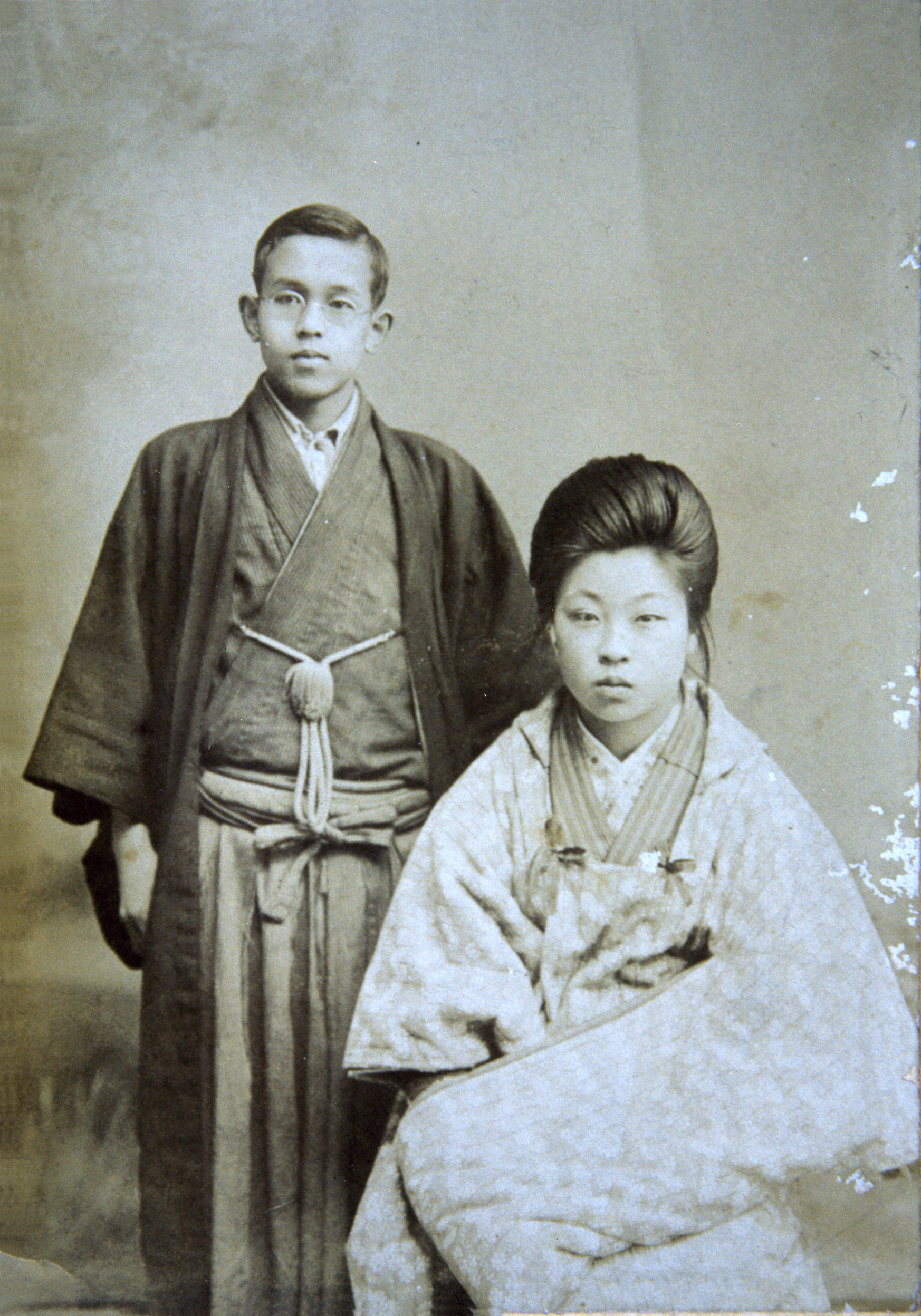
تاكوبوكو إيشيكاوا وزوجته سيتسوكو بعد خطوبتهما عام 1904
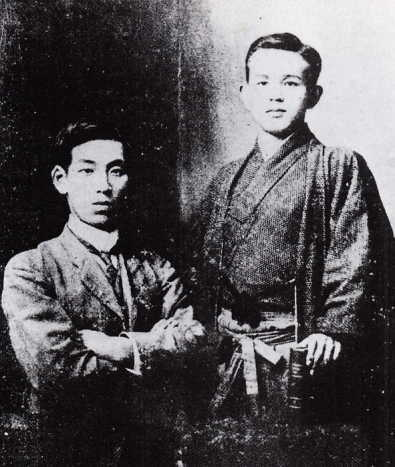
الصديق كيوسوكي كيندايتشي (يسار) وتاكوبوكو إيشيكاوا (يمين) في عام 1908

## من مؤلفاته المترجمة للعربية
- الأعمال الكاملة : إيشيكاوا تاكوبوكو.[4]

## روابط خارجية
- باللغة اليابانية e-texts of Ishikawa Takuboku's works at Aozora bunko
- باللغة اليابانية Takuboku and Socialism
- Works by or about Takuboku Ishikawa at Internet Archive
- Works by Takuboku Ishikawa at LibriVox (public domain audiobooks)